# Dmitri Schutschichin
Dmitri Schutschichin (russisch Дмитрий Жучихин; * 28. November 1980 in Gorki) ist ein ehemaliger russischer Skispringer.

## Werdegang
Schutschichin gab sein internationales Debüt im Rahmen des Skisprung-Continental-Cups in der Saison 2000/01. In der ersten Saison erreichte er mit 53 Punkten den 127. Platz. Auch in die Saison 2001/02 startete er mit einem Punktegewinn in Lahti. Am 13. Januar 2002 gab er beim Teamspringen in Willingen sein Debüt im Skisprung-Weltcup und erreichte mit der Mannschaft den neunten Rang. Bei den folgenden Einzelweltcups in Zakopane verpasste er die Punkteränge deutlich. Auch im Continental Cup gelangen ihm nur noch wenige Punktegewinne. Zum Saisonende erreichte er Rang 232 der Gesamtwertung. Seinen letzten internationalen Auftritt hatte Schutschichin im Dezember 2002 beim Continental Cup in Engelberg, wo er als 37. am zweiten Durchgang scheiterte.
Auf nationaler Ebene gewann er mehrere Medaillen, darunter auch drei Meistertitel im Team.

## Statistik

### Continental-Cup-Platzierungen
| Saison  | Platz | Punkte |
| ------- | ----- | ------ |
| 2000/01 | 127.  | 53     |
| 2001/02 | 232.  | 11     |